# Secteur pavé de Pont-Thibaut à Ennevelin
Le secteur pavé de Pont-Thibaut à Ennevelin (ou Pavé de Pont-Thibaut) est un secteur pavé de la course cycliste Paris-Roubaix situé dans la commune d'Ennevelin avec une difficulté actuellement classée 3 étoiles. Il relie le hameau de Pont-Thibaut au bourg principal.

## Caractéristiques
- Longueur : 1 400 mètres
- Difficulté : 3 étoiles
- Secteur n° 9 (avant l'arrivée)

## Tour de France
Le secteur est emprunté dans sa totalité lors de la cinquième étape du Tour de France 2014 dans le sens Ennevelin vers Pont-Thibaut. Il est le deuxième des neuf secteurs traversés de l'étape.
En 2018, le Tour de France est de nouveau passé à cet endroit lors de la 9e étape.

## Galerie photos

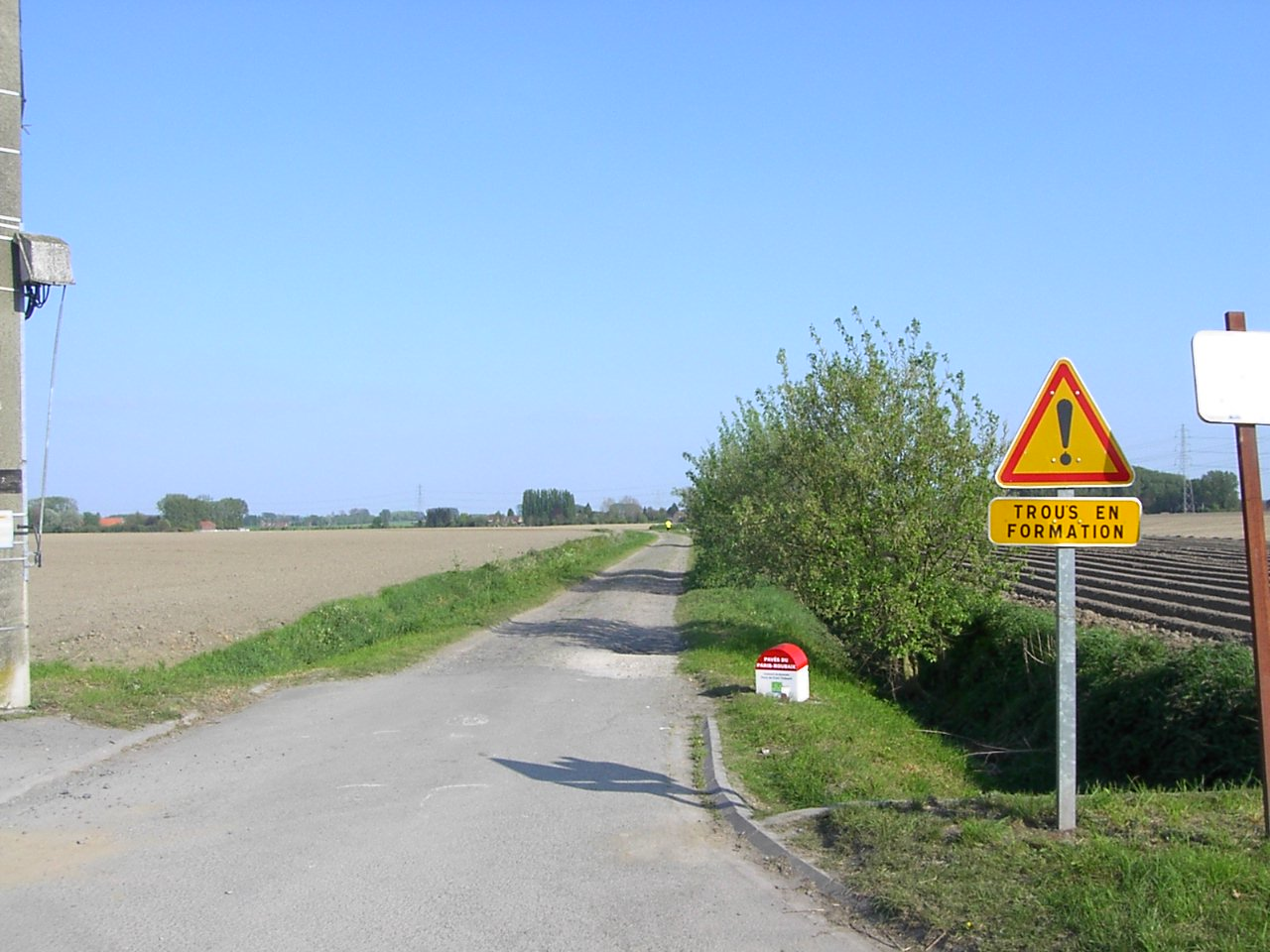
Entrée du secteur
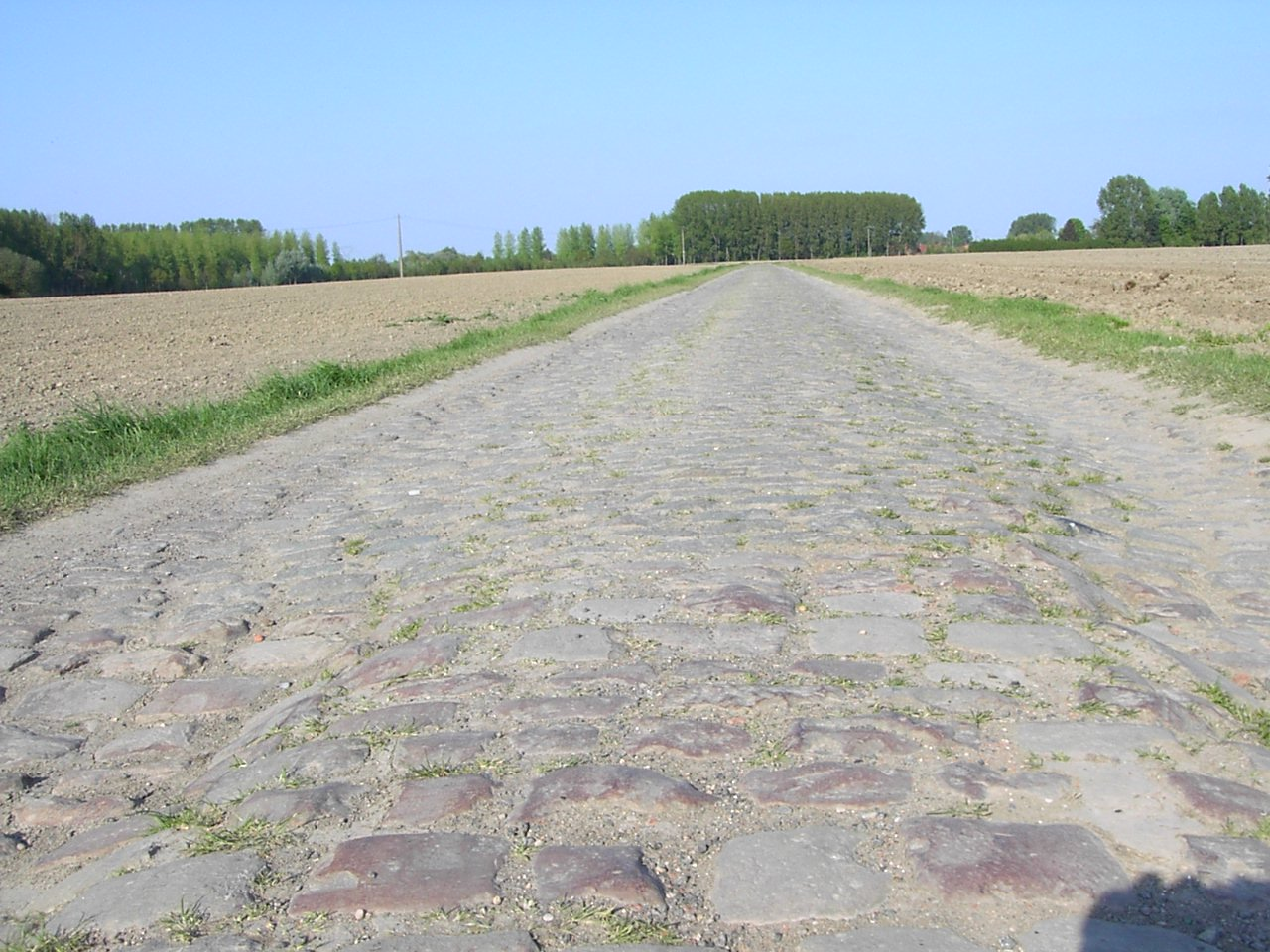
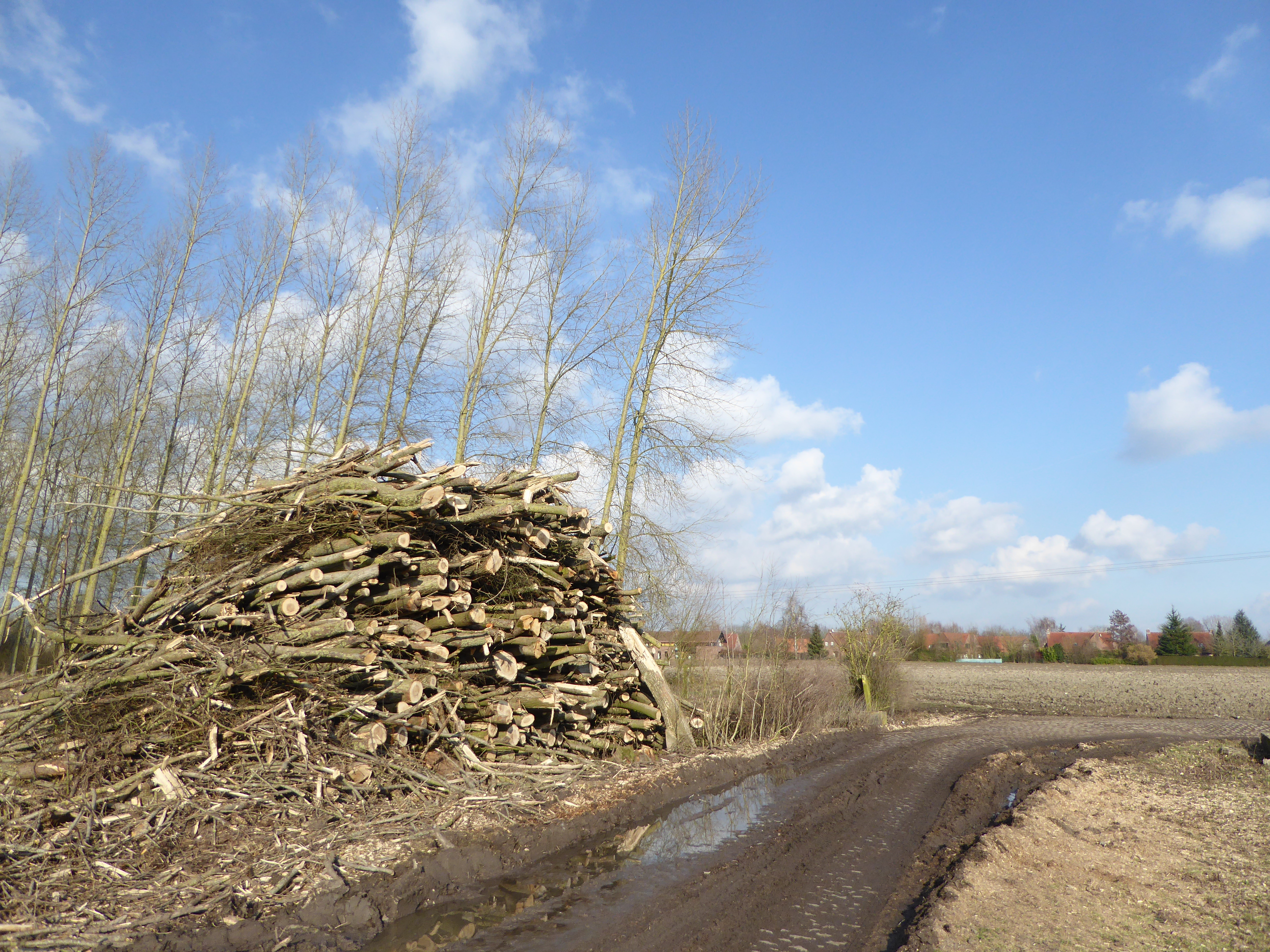
secteur au Pont de la Goulée
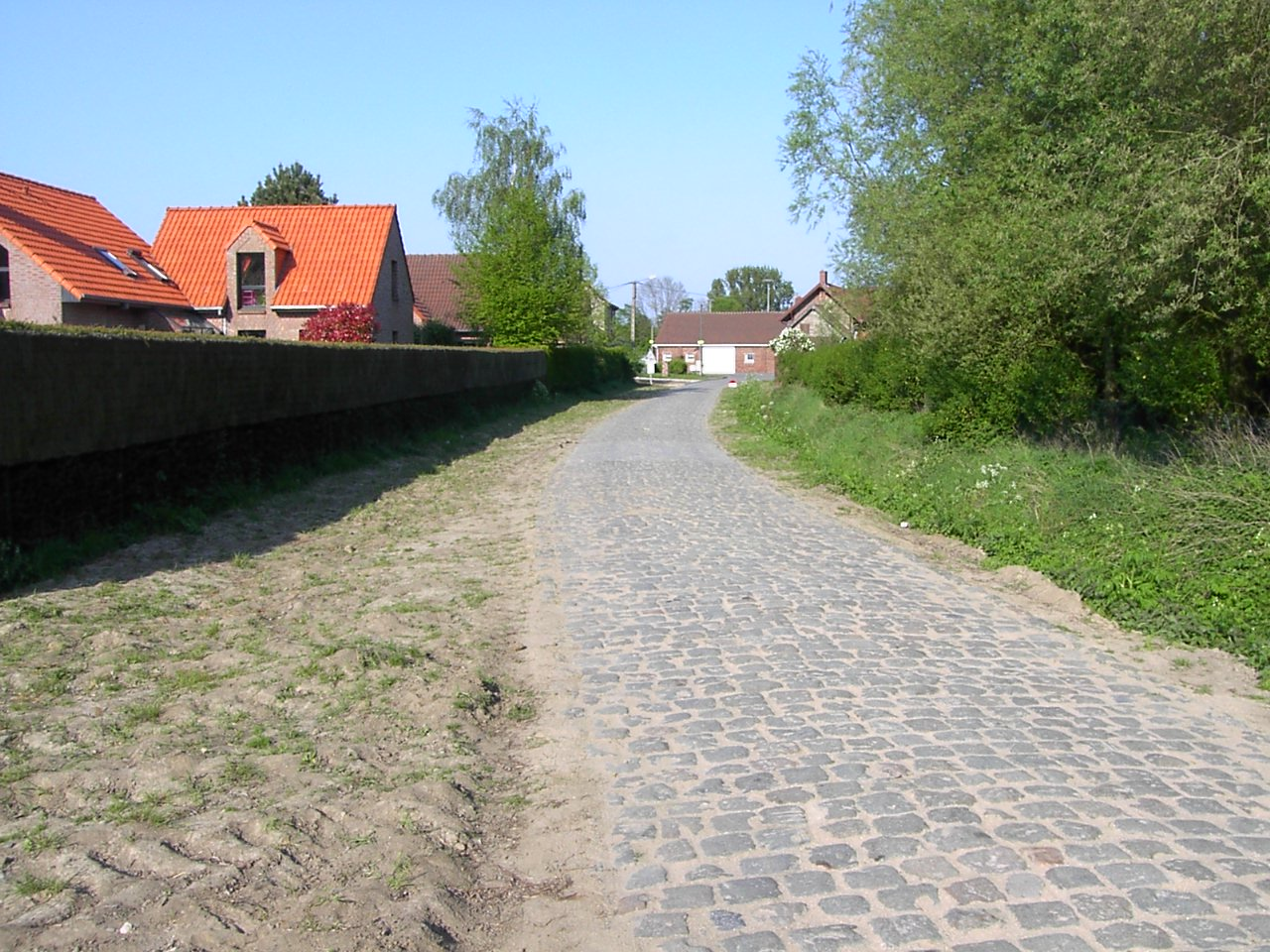
Fin du secteur
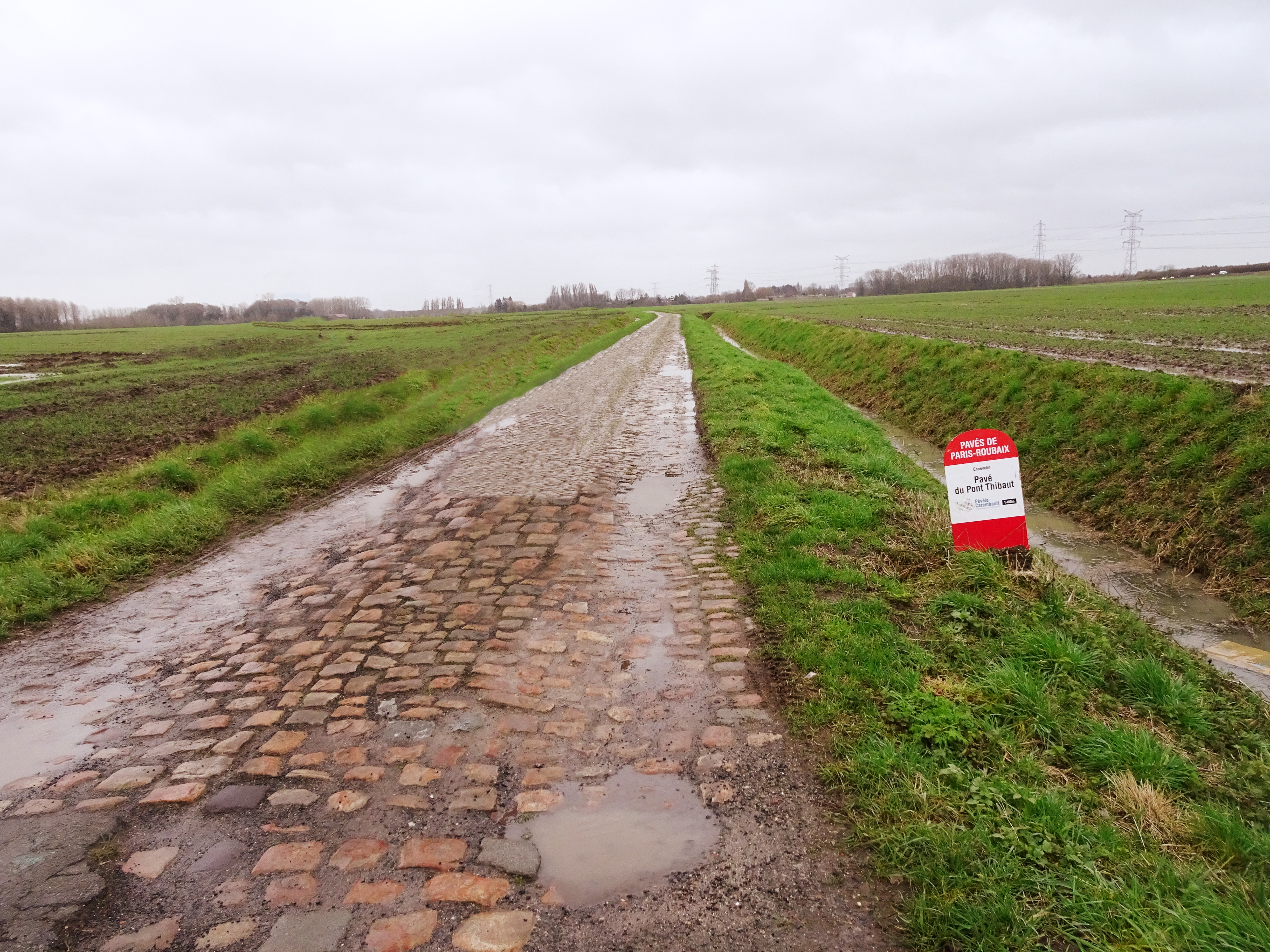
Départ du secteur